# Посольство Бангладеш в США
Посольство Бангладеш в Вашингтоне — главная дипломатическая миссия Народной Республики Бангладеш в США, расположена на северо-западе Вашингтона на Интернешнл-драйв, 3510 в районе Кливленд-парк.
Кроме посольства Бангладеш имеет на территории США генеральные консульства в Нью-Йорке и Лос-Анджелесе.
Посол Бангладеш в США: М Шахидул Ислам (англ. M Shahidul Islam) (с 17 февраля 2021 года).